# Dorfkirche Buberow

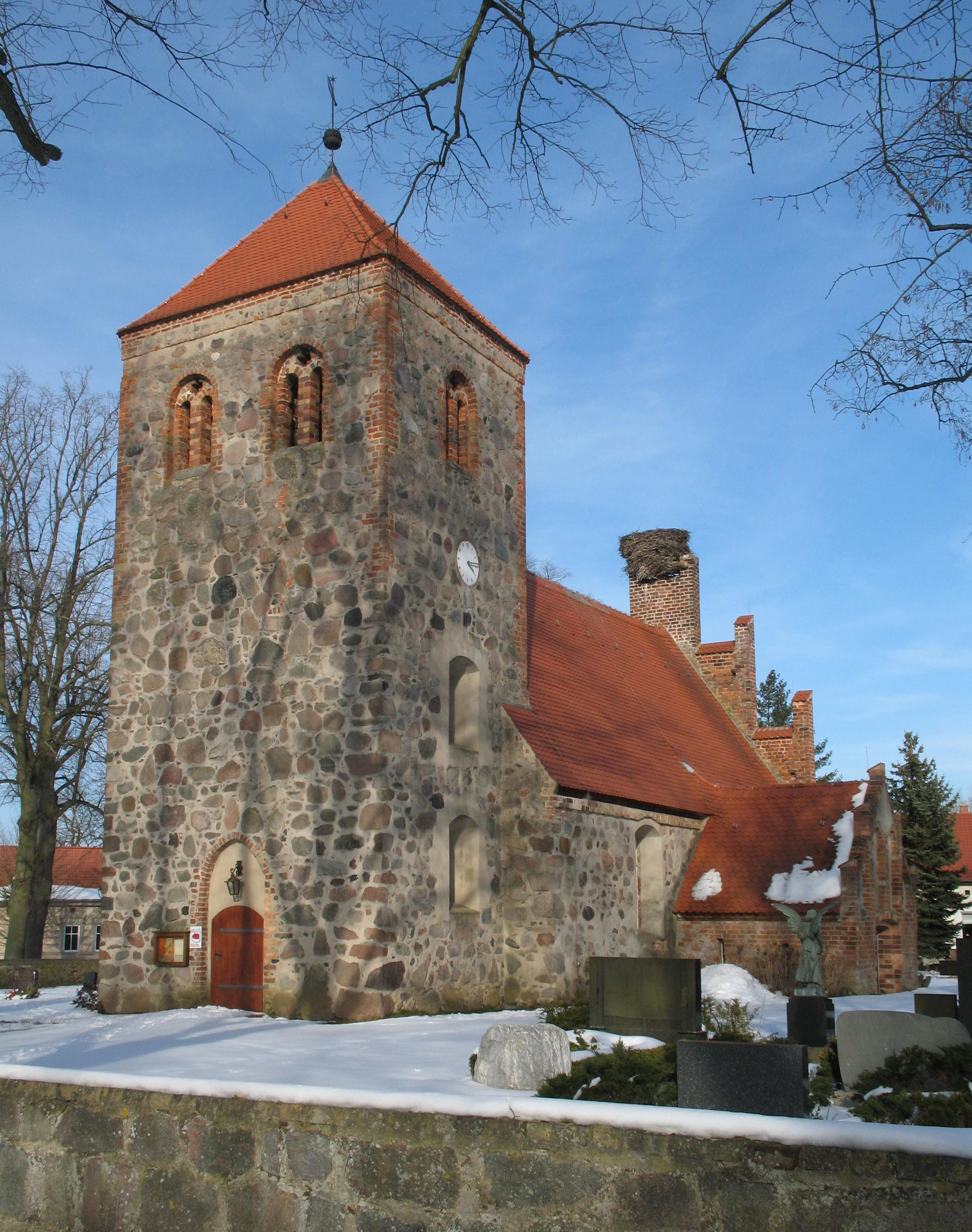
Südwestansicht

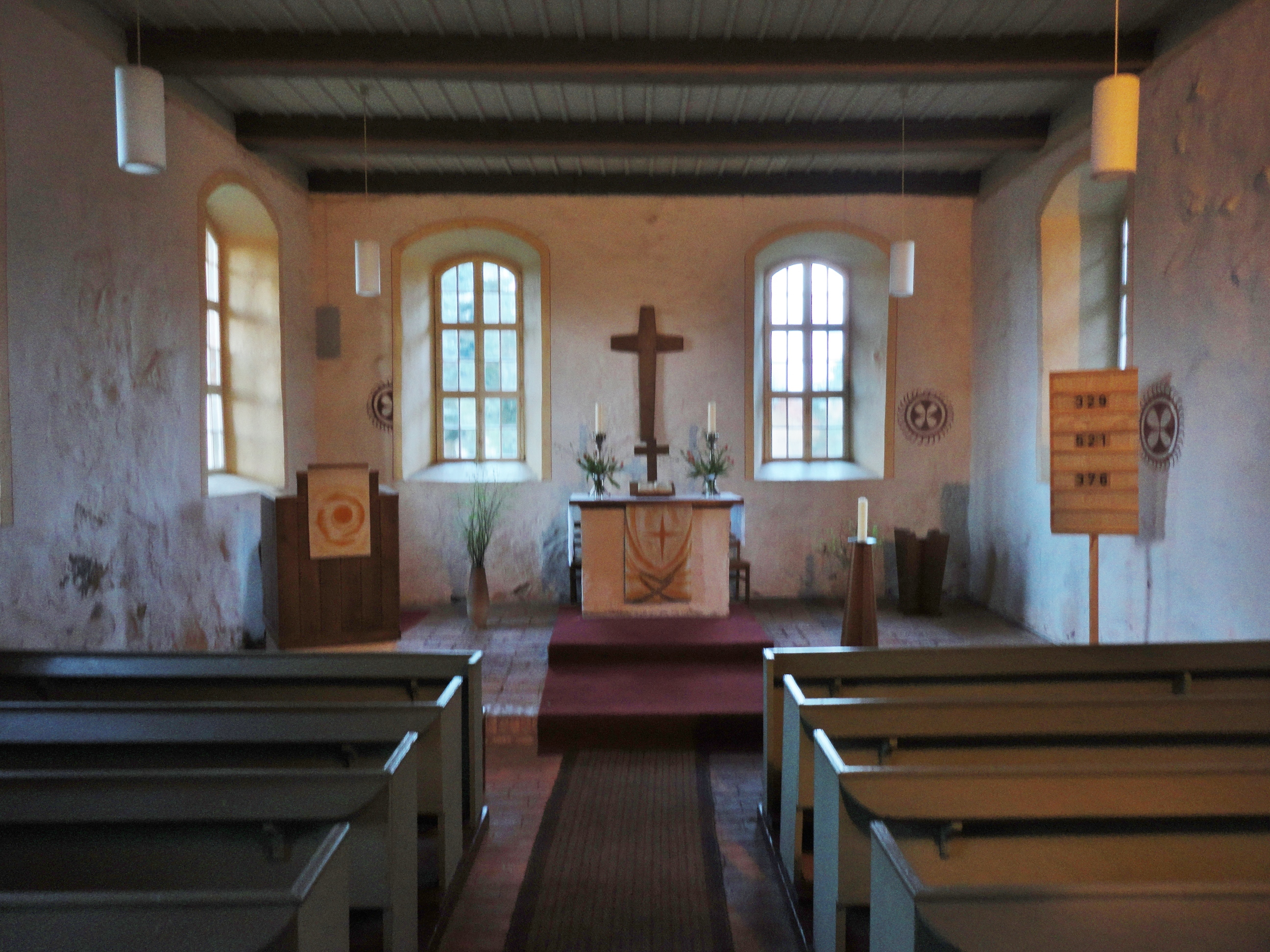
Innenansicht

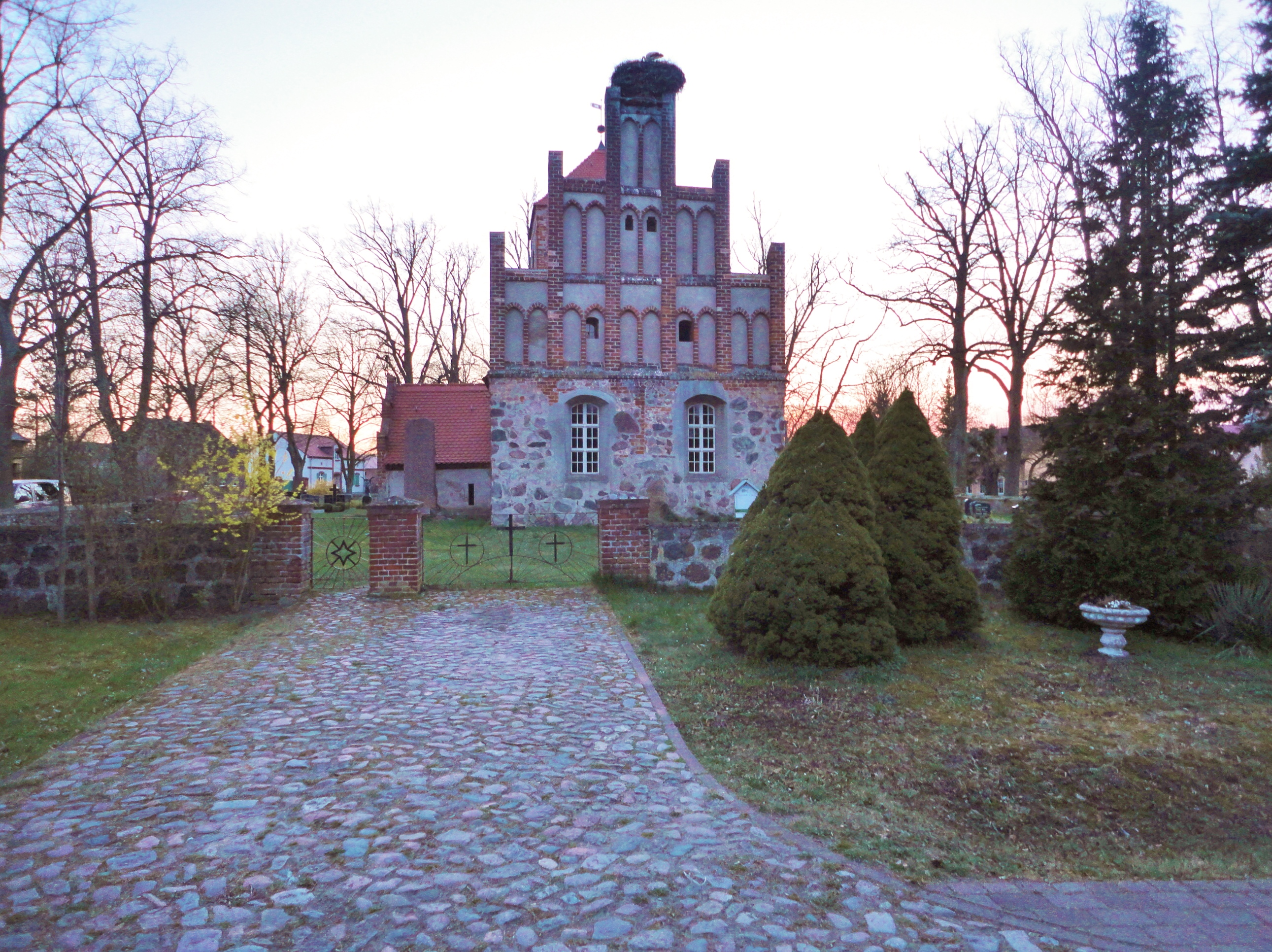
Ostgiebel

Die evangelische Dorfkirche Buberow ist eine spätgotische Saalkirche. Sie steht im Ortsteil Buberow der Stadt Gransee und wurde um 1500 als Ersatz für einen älteren Holzbau errichtet, der aus der Frühzeit der deutschen Besiedlung des ursprünglich slawischen Gebietes stammte.

## Baubeschreibung
Die Kirche zeichnet sich durch unregelmäßiges Feldsteinmauerwerk aus. Der eingezogene quadratische Westturm besaß ursprünglich einen hohen, schlanken, achteckigen Turmhelm. Das flachbogige Westportal sitzt in einer hohen, mit Backsteinen gerahmten Spitzbogenblende. Die mit rundbogigen Blenden überfangenen Schallöffnungen des Turms sind als gekuppelte Fenster ausgebildet und in Backstein ausgeführt. Bemerkenswert ist der östliche Pfeilergiebel aus Backstein mit doppelten Spitzbogenblenden, die in drei Reihen übereinander angeordnet sind. Die im Süden angebaute, ebenfalls aus Backstein errichtete Vorhalle wird auch von einem Giebel mit Spitzbogenblenden bekrönt.
Der Innenraum schließt mit einer flachen Balkendecke ab. Die Westempore und das schlichte Gestühl stammen aus dem 18. Jahrhundert. Die Orgel ist ein Werk von Friedrich Hermann Lütkemüller aus dem Jahr 1850 mit sechs Registern auf einem Manual mit angehängtem Pedal.